# Підпільна комуністична партія Колумбії
Підпільна комуністична партія Колумбії (ПКПК), ( ісп. Partido Comunista Clandestino Colombiano) — нелегальна комуністична партія в Колумбії заснована у 2000 році. Партію пов'язують з Революційними збройними силами Колумбії (FARC), які після офіційного розірвання відносин з Комуністичною партією Колумбії, зберігали окрему партійну структуру протягом більшої частини 1990-х років, що стало базою для заснування Підпільної комуністичної партії у 2000 році. Засновником і лідером партії був командир FARC Гільєрмо Леон Саєнс Варгас, також відомий як "Альфонсо Кано", якого було вбито колумбійськими спецслужбами у 2011 році.

## Історія
У результаті мирних перемовин між FARC та колумбійським урядом у 1985 році FARC спільно з Колумбійською комуністичною партією заснували Патріотичний союз (UP) як легальну політичну партію, яка брала б участь у виборчій політиці. Хоча формування цієї партії було на умовах погоджених з урядом, партію зазнала жорстоких переслідувань правих воєнізованих угрупувань, а також колумбійських наркобаронів. Спроби FARC долучитися до великої політики не мали успіху, що призвело до розпаду партії в кінці 1980-х. 
Оскільки FARC підтримували жорстку ідеологію, вони у 1990-х неофіційно підтримували партійну структуру, відому як "Боліварійський рух за Нову Колумбію". Цей новий наголос на постаті Сімона Болівара згодом буде включений до офіційної ідеології ПКПК. Після закінчення Холодної війни, FARC не відмовились від своєї ідеологічної відданості марксизму-ленінізму, але доповнили її націоналістичними боліварійськими настроями. Перетворення цього руху в заснування ПКПК було офіційно оголошено FARC у 2000 році. 
Зі створенням Спільної альтернативної революційної сили після мирного процесу в Колумбії партія була розформована, її члени приєдналися до новоствореної політичної партії. 

## Ідеологія
Дотримуючись ленінізму, FARC не мали наміру, щоб Підпільна комуністична партія Колумбії балотувалася на виборах. Натомість ПКПК повинна була залишатися в підпіллі, виконуючи роль авангарду для FARC. На відміну від FARC, яка була віддана лише ідеям марксизму-ленінізму, ПКПК поєднувала цю відданість з пошуками прихильності інших членів робітничого класу та мало надію створити свідомість революційного класу в Колумбії. Існування офіційного ідеологічного органу FARC також допомогло організації узаконити себе як життєздатну альтернативу ліберальній демократії. 

## Підсумок
Оскільки Підпільна комуністична партія Колумбії ніколи не брала участі у виборах, важко оцінити успіх партії у поширенні своєї ідеології як революційної авангардної партії.